# Juris Hartmanis
Juris Varlejs Hartmanis (n. 5 iulie 1928, Riga, Interwar Latvia⁠(d) – d. 29 iulie 2022) a fost un informatician american de origine letonă, cunoscut ca autor, împreună cu Richard Stearns, al cărții de referință intitulate Despre complexitatea computațională a algoritmilor, carte ce a pus bazele teoriei complexității algoritmilor. Cei doi ai primit în 1993 Premiul Turing pentru această lucrare.

## Lucrări publicate
- Hartmanis, J.; Stearns, R. E. (1965). On the computational complexity of algorithms. Trans. Amer. Math. Soc. 117..